# Мит и ритуал
Мит и ритуал су две централне компоненте верске праксе. Иако су мит и ритуал обично уједињени као делови религије, тачан однос између два појма био је предмет контроверзе међу научницима. Један од приступа овом проблему је „мит и ритуал, или мит-ритуалистичка теорија“, коју посебно држе Кембриџ ритуалисти, који сматрају да „мит не стоји сам по себи, већ је везан за ритуал“. Ова теорија је још увек спорна; многи научници сада верују да мит и ритуал деле заједничке парадигме, али не и да се једна развила из друге.

## Преглед
„Школа мита и ритуала“ је назив који је дат низу аутора који су своје филолошке студије усредсредили на „ритуалне сврхе митова“. Неки од ових научника (нпр. В. Робертсон-Смит, Џејмс Џорџ Фрејзер, Џејн Елем Херисон, С. Х, Хук) подржавали су хипотезу о „примату ритуала“, која је тврдила да је „сваки мит изведен из одређеног ритуала и да синтагматски квалитет мита је репродукција сукцесије ритуалног чина“.
Историјски гледано, важни приступи проучавању митолошког мишљења били су Вико, Шелинг, Шилер, Јунг, Фројд, Лусијен Леви-Брул, Леви-Строс, Фрај, совјетска школа и школа мита и ритуала.
Током 1930-их, совјетски истраживачи као што су Јаков Е. Голосовкер, Франк-Каменецки, Олга Фрајденберг, Михаил Бахтин, „утемељили су проучавање мита и ритуала у фолклору и у погледу на свет популарне културе“.
Након Другог светског рата, семантичко проучавање мита и ритуала, посебно од стране Била Станера и Виктора Тарнера, подржало је везу између мита и ритуала. Међутим, није подржана идеја да је једно претходило и произвело друго, као што су присталице хипотезе о „примату ритуала“ тврдиле. Према тренутно доминантном научном мишљењу, веза између мита и ритуала је у томе што они деле заједничке парадигме.